# Sobralia dichotoma
Sobralia dichotoma là một loài lan được tìm thấy ở miền tây Nam Mỹ đến Venezuela. Đây là loài đặc trưng trong chi Sobralia.

## Hình ảnh

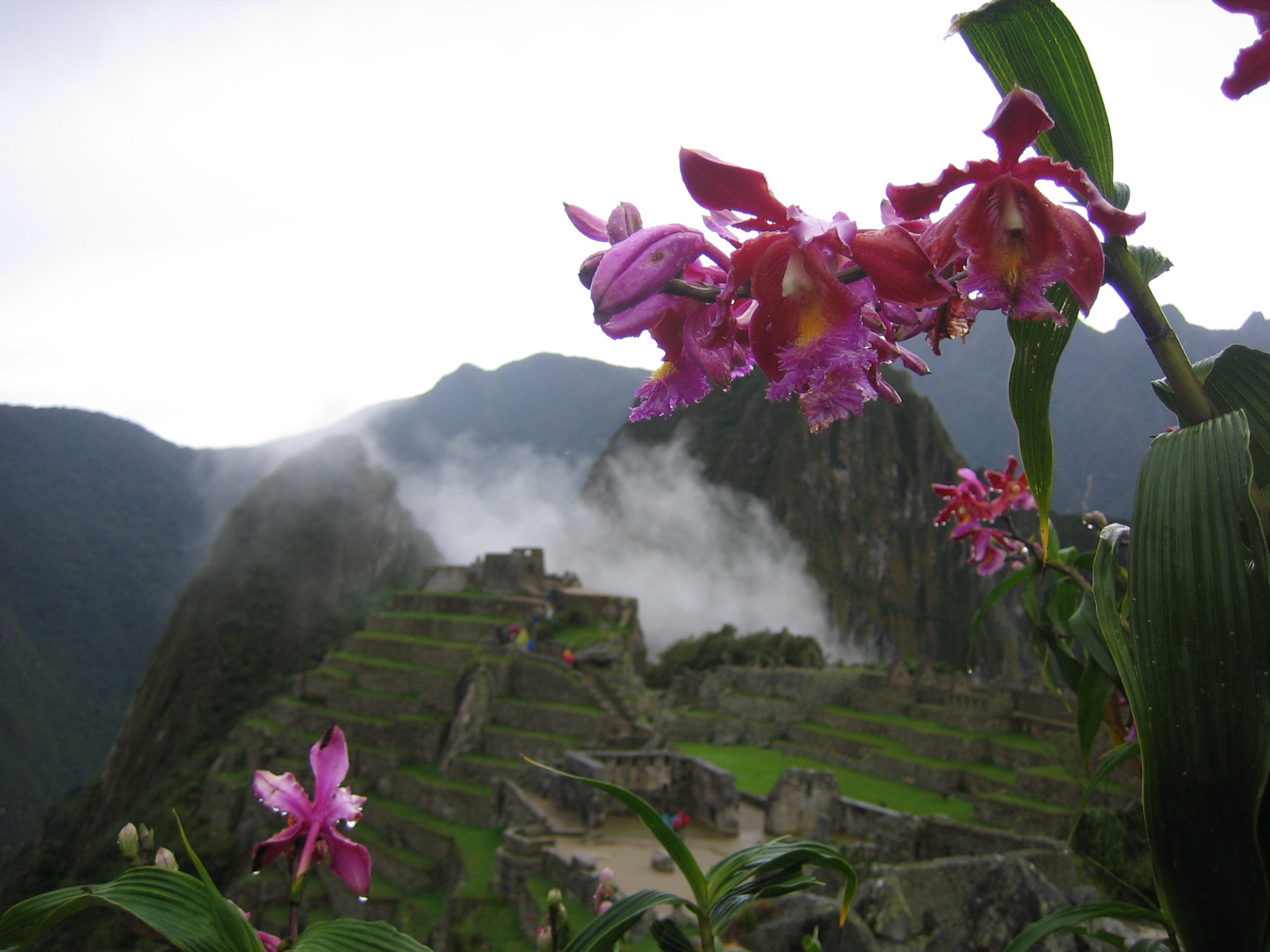
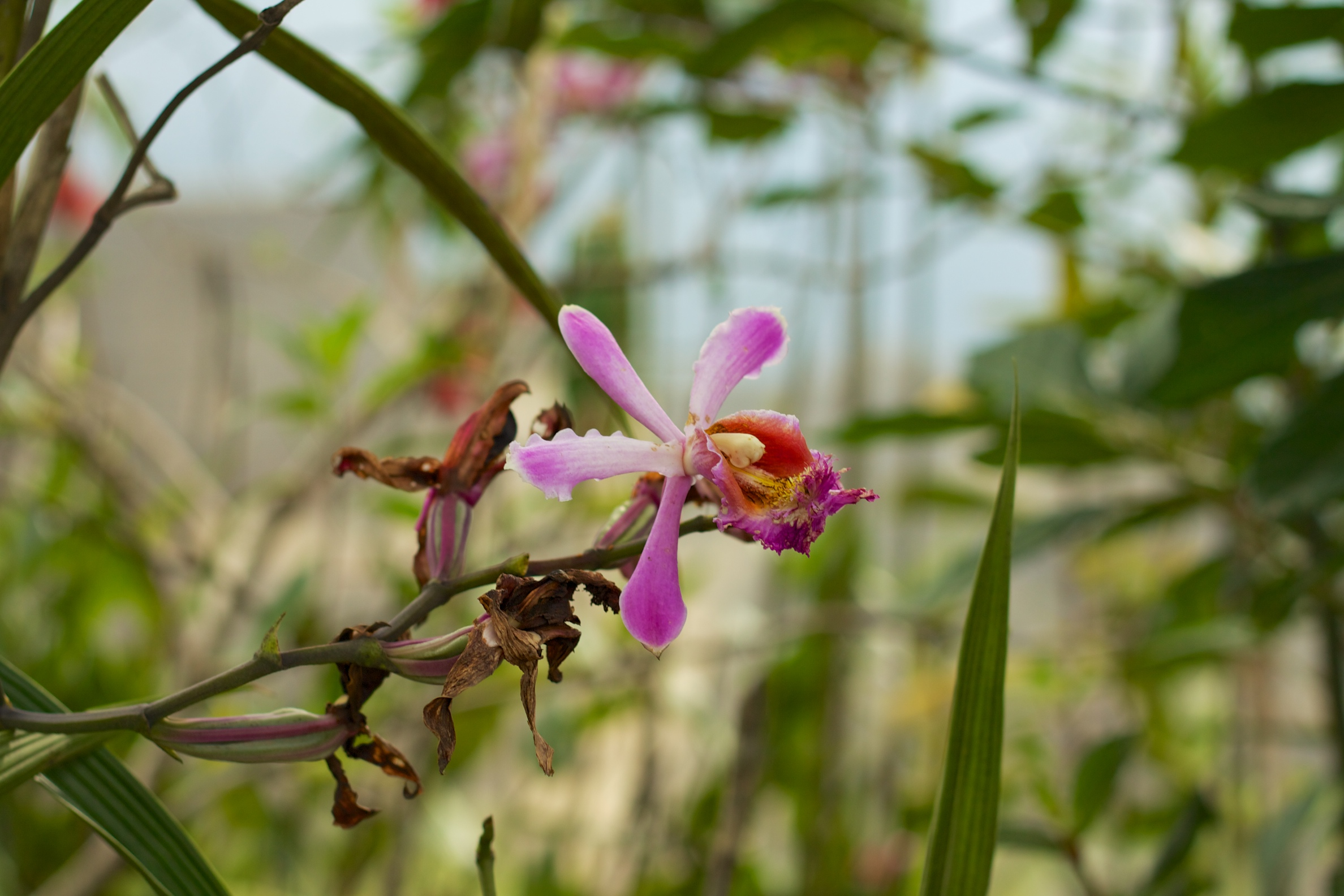